# 오광만
오광만(吳光晩, 1958년 10월 5일~)은 대한민국의 신학자, 목회자, 저술가이다. 웨스트민스터신학대학원대학교와 대한신학대학원대학교에서 신약신학 교수를 역임하였다. 현재 성경주해아카데미 대표 및 교수이다.

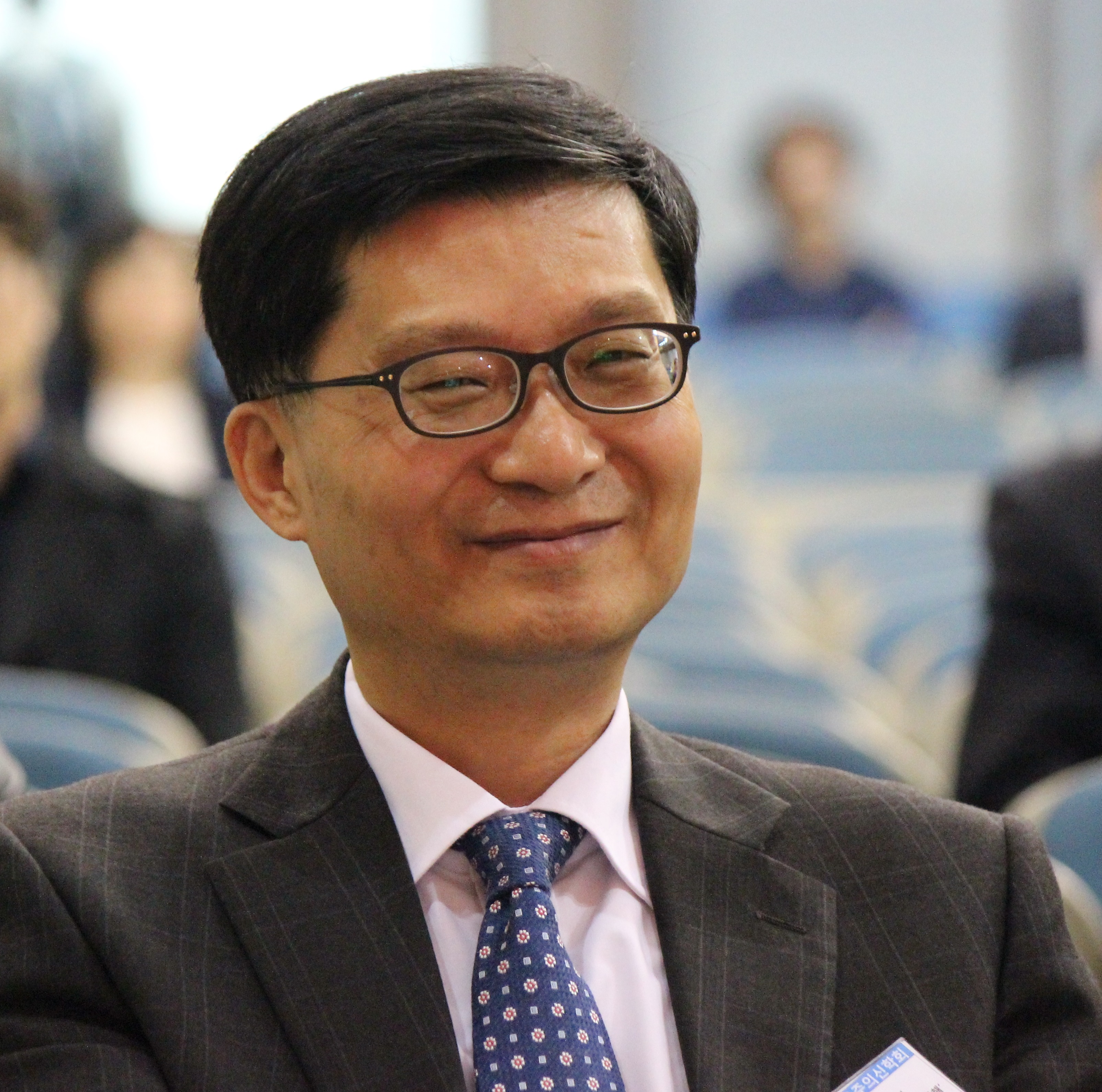
오광만 박사, 한국복음주의신학회 모임

## 학력
- 총신대학교 신학과(B.A. 1981)
- 미국 웨스트민스터 신학교(M. Div. 1984; Th. M. 과정이수, 1985)
- 합동신학대학원대학교(Th. M. 2004)
- 합동신학대학원대학교(Ph. D. 2008)

## 학위논문
-“바울과 ‘하나님의 비밀(μυστήριον) - 고린도전서에 나타난 바울 복음과 사도직 이해.” Th. M. 합동신학대학원대학교, 2004.
-“골로새서에 나타난 지혜와 하나님의 비밀이신 그리스도.” Ph. D. 합동신학대학원대학교, 2008.

## 강의 경력
- 합동신학교 강사(1986-1988)
- 총신대학교 강사(1987-1988)
- 웨스트민스터신학교 교수(1989-1997)
- 웨스트민스터신학대학원대학교 조교수(1997-1999)
- 장신신학원 교수(2000-2002)
- 합동신학대학원대학교 평생교육원 교수(2002-2007)
- 대한신학대학원대학교 교수(2008년-2020년)
- 성경주해아카데미 대표 및 교수(2018년~ )

## 저서
- 헬라어 단어장. 서울: 여수룬, 1989.

- 그리스도와 교회. 서울: 웨스트민스터출판부, 1997.

- 이스라엘과 교회. 서울: 여수룬, 1997.

- 시편강설: 구약 성도는 무엇을 기도했나. 서울: 여수룬, 1997.

- 베드로전서 어떻게 읽을 것인가?. 서울: 그리심, 2001, 2014.

- 그러므로 이렇게 기도하라. 주기도문 강해. 서울: 생명의말씀사, 2007.

- 쉬운큐티: 마가복음. 서울: 아가페, 2008.

- 쉬운큐티: 마태복음. 서울: 아가페, 2010.

- 영광의 복음 요한계시록. 서울: 생명나무, 2011.

- 그의 시간 속에 - 은석 김의환 박사의 삶과 신학. 서울: 토라, 2012.

- 하나님의 비밀, 그리스도. 서울: 생명나무, 2012.

- 헌상에 대한 성경신학적 이해. 서울: 생명나무, 2014.

- 주기도문으로 기도하기: 소요리문답과 마태복음 관점에서 본 주기도문 이해. 서울: 생명나무, 2016.
- 빌립보서 강해: 복음에 합당하게 생활하라. 서울: 생명나무, 2023.

## 역서
- 리델보스, 클리우니, 레커, 프랑스. 구속사와 하나님의 나라. 서울: 풍만, 1986.
- D. L. 베이커. 구속사적 성경해석학. 서울: 엠마오, 1989.
- 게할더스 보스(공역). 바울의 종말론. 서울: 엠마오, 1989.
- 헤르만 리델보스.마태복음(상, 하). 서울: 여수룬, 1990.
- 루이스 B. 스미디즈. 바울의 그리스도와의 연합 사상. 서울: 여수룬, 1991.
- 필립 E. 휴스. 성경과 하나님의 경륜 서울: 여수룬, 1991.
- 죠지 비슬리-머리. 성경과 하나님의 나라. 서울: 여수룬, 1991.
- 로버트 스타인. 예수님께서는 무엇을 어떻게 가르치셨는가. 서울: 엠마오, 1991.
- 데이비드 왓슨. 교회의 진정한 표상. 서울: 여수룬, 1991.
- 도날드 거스리 외. 콘사이스 성경핸드북. 서울: 크리스챤다이제스트, 1991.
- 에드문드 P. 클라우니. 베드로전서. 서울: 여수룬, 1992.
- 마크 스트롬. 성경 교향곡. 서울: IVP, 1993.
- 케이 엠 캠벨 외. 구속사와 은혜언약. 서울: 웨스트민스터출판부, 1994.
- 필립 휴스. 요한계시록(주석). 서울: 여수룬, 1994.
- 윌리암 데니슨. 바울의 두세대 구조와 변증학. 서울: 웨스트민스터출판부, 1995.
- 고든 피/D. 스튜어트. 성경을 어떻게 읽을 것인가. 서울: 성서유니온, 2001.
- 엘버트 벨.신약시대의 사회와 문화. 서울: 생명의말씀사, 2001. [2002년 기독교출판문학 최우수 번역상 수상]
- 쉬운성경.(공역, 요한복음-고린도후서) 서울: 아가페출판사, 2001.
- 팔머 로벗슨. 언약이란 무엇인가?. 서울: 그리심, 2002.
- 라이온. 세상에서 가장 아름다운 이야기 성경. 서울: 몽당연필, 2002.
- 팔머 로벗슨. 하나님의 이스라엘. 서울: CLC, 2003.
- 팔머 로벗슨. 성경지리 이해. 서울: CLC, 2003.
- 코넬리우스 플래팅가. 기독 지성의 책임. 서울: 규장, 2004.
- 헤르만 리델보스. 하나님 나라(개정번역). 서울: 솔로몬, 2009.
- 존 칼빈. 칼빈주석: 요한복음 I, II. 서울: 규장, 2010.
- 존 머리. 은혜 언약: 성경신학적 연구. Knowing the Times 3(2013): 77-127.
- 그레고리 K. 비일. 요한계시록 상, 하, NIGTC. 서울: 새물결플러스, 2016.
- 케네스 베일리. 중동의 눈으로 본 예수님의 비유. 서울: 이레서원, 2017.
- 피터 데이비스. 야고보서, NIGTC. 서울: 새물결플러스. 2019.
- 로버트 스타인. 예수님의 비유 해석학 입문. 서울: 이레서원, 2019.
- 데이비드 드실바. 바울복음의 심장. 서울: 이레서원, 2019.
- 리처드 롱네커. 로마서 상, 하, NIGTC. 서울: 새물결플러스, 2020.
- 김세윤. 칭의와 하나님 나라. 서울: 두란노, 2020.
- 조나단 에드워즈. 하나님의 영광과 존귀. 서울: 규장, 2020.
- 플레밍 러트리치(공역). 예수와 십자가 처형. 서울: 새물결플러스, 2021.
- J. 스캇 듀발, J. 대니얼 헤이즈. 하나님의 임재 신학. 서울: 새물결플러스, 2022.
- 크레이그 S. 키너. 그리스도인은 어떻게 생각해야 할까?. 서울: 새물결플러스, 2023.

## 논문
- “하나님 나라와 교회, 세상.” 새로운 지성 II. 3(1989년 8월 15일): 5-33.
- “하나님 나라와 이 세상 -현대 사회를 보는 크리스챤의 시각과 사명.” 목회와 신학 24(1991년 6월): 65-82.
- “성경 해석과 설교: 본문의 의미와 그 의의의 관계.” 개혁신학 제8집(1992년 9월): 57-79.
- “성경 저자들의 해석학적 관점의 다양성: 바울(롬 9:25)과 베드로(벧전 2:10)의 호세아 2:23 인용 비교.” 개혁신학 제9집(1994년 6월): 27-59.
- “성령과 교회: 오순절 사건의 교회론적 의의.” 개혁신학 제10집(1998년 12월): 37-75.
- “만일 우리가 우리 죄를 자백하면: 요일 1:5-10 주해.” 교회와 신앙 (1999년 3월): 124-134.
- “가계에 흐르는 저주 이론은 과연 성경적인가?.” 교회와 신앙 (1999년 10월): 116-131.
- “박철수 목사의 신약 강해 비판-성경 주해를 중심으로.” 교회와 신앙 (2000년 8월): 128-141.
- “다시 신비적, 영적 해석으로의 복귀인가?: 이광복 목사의 해석학실제 비평.” 교회와 신앙 (2001년 3월): 128-141.
- “오광만의 성경해석(연재).” 교회와 신앙 2001년 4월-2002년 3월.
- “마태복음 6:19-34의 구조와 메시지.” 진리와 학문의 세계 제9권(2003년 가을): 13-47.
- “요한복음과 공관복음의 문학적 관계.” 프로에클레시아󰡕 제5호(2004 봄): 208-259.
- “로마서 3:22의 πίστις (’Ιησου̑) Χριστου̑: ‘그리스도를 믿는 믿음’인가? ‘그리스도의 신실함’인가?” 진리와 학문의 세계 15 (2006, 가을): 21-48.
- “창조와 구속: 구속과 새 창조의 패러다임으로서의 ‘에덴’.” 진리와 학문의 세계 17 (2007, 가을): 211-87.
- “‘하늘’ 나라와 재물: 마태복음 6:19-34을 중심으로.” 성경신앙 23 (2008): 167-208.
- “칼빈의 제네바 시편찬송가 - 평가와 21세기 한국장로교회 찬송을 위안 제안.” 개혁논총 11 (2009): 87-128.
- “역사적 예수 탐구 재조명-옛 탐구에서 제3의 탐구까지.” 대한논총 2 (2009): 75-101.
- “마가복음 우선설 비판.” 개혁논총 14 (2010): 323-64.
- “바울과 유대문헌 비교 연구: 연속성인가? 불연속성인가?.” 대한논총 3 (2011): 73-115
- “라이트(N. T. Wright)의 역사적 예수 연구와 그 비평.” 대한논총 4 (2012): 145-86.
- “존 머리 교수의 은혜 언약에 대해서.” Knowing the Times 3(2013. 10): 70-76.
- “골로새서 1:15-20(그리스도 찬양시) 분석과 주해.” 대한논총 5 (2017): 119-64.
- “인간과 음악: 번민과 그 번민의 극복.” 기독교철학󰡕 25(2018): 135-70.
- “‘생명나무’의 기독론적, 종말론적 의의.” Knowing the Times 14(2020): 83-116.

## 같이 보기
- 한국개혁신학회
- 한국의 신학자 목록
- 개혁신학자
- 열린신학